# 道島五郎兵衛
道島 五郎兵衛（みちじま ごろべえ）は、日本の武士（薩摩藩士）。名は正邦。

## 略伝
鹿児島城下で誕生。薬丸自顕流剣術の達人で、下級藩士の組織精忠組に加盟していた。
文久2年（1862年）有馬新七ら急進派の藩士が京都寺田屋に結集すると、島津久光の命で大山綱良・奈良原繁らとともに鎮撫使に任命された。道島は交渉決裂後、真っ先に「上意」と称して抜刀し、寺田屋騒動の発端となっている。戦闘の最中、有馬と斬り合いになって共斃れとなった。これは鎮撫使側唯一の死者であった

## 登場作品
テレビドラマ
- 『田原坂』（1987年、日本テレビ年末時代劇スペシャル、演：佐藤幸雄）
- 『翔ぶが如く』（1990年、NHK大河ドラマ、演：小林大介）
- 『西郷どん』（2018年、NHK大河ドラマ、演：鈴木有史）